# Janowice (powiat miechowski)
Janowice – wieś w Polsce, położona w województwie małopolskim, w powiecie miechowskim, w gminie Słaboszów.
W latach 1975–1998 miejscowość należała administracyjnie do województwa kieleckiego.
22 sierpnia 1944 w odwecie za ostrzelanie motocyklistów niemieckich przez oddział AK Wojciecha Majewskiego „Jaksy”, hitlerowcy spacyfikowali wieś. Zamordowali 18 osób (12 ofiar zostało zidentyfikowanych.
Niedaleko miejscowości znajdowała się stacja kolejowa Janowice nieistniejącego fragmentu obecnej Świętokrzyskiej Kolei Dojazdowej.
3 września 2007 roku zostało oddane do użytku nowe boisko do gry w piłkę nożną.
W miejscowości znajduje się szkoła podstawowa, oraz ochotnicza straż pożarna działająca od 1926 roku. W budynku strażackim była biblioteka publiczna.

## Integralne części wsi
| SIMC    | Nazwa             | Rodzaj    |
| ------- | ----------------- | --------- |
| 0268398 | Kolonia Maćkarnia | część wsi |
| 0268406 | Młynarka          | część wsi |
| 0268412 | Stara Wieś        | część wsi |

## Osoby związane z miejscowością
- Norbert Michta